# Ellener Straße 10 (Arnoldsweiler)

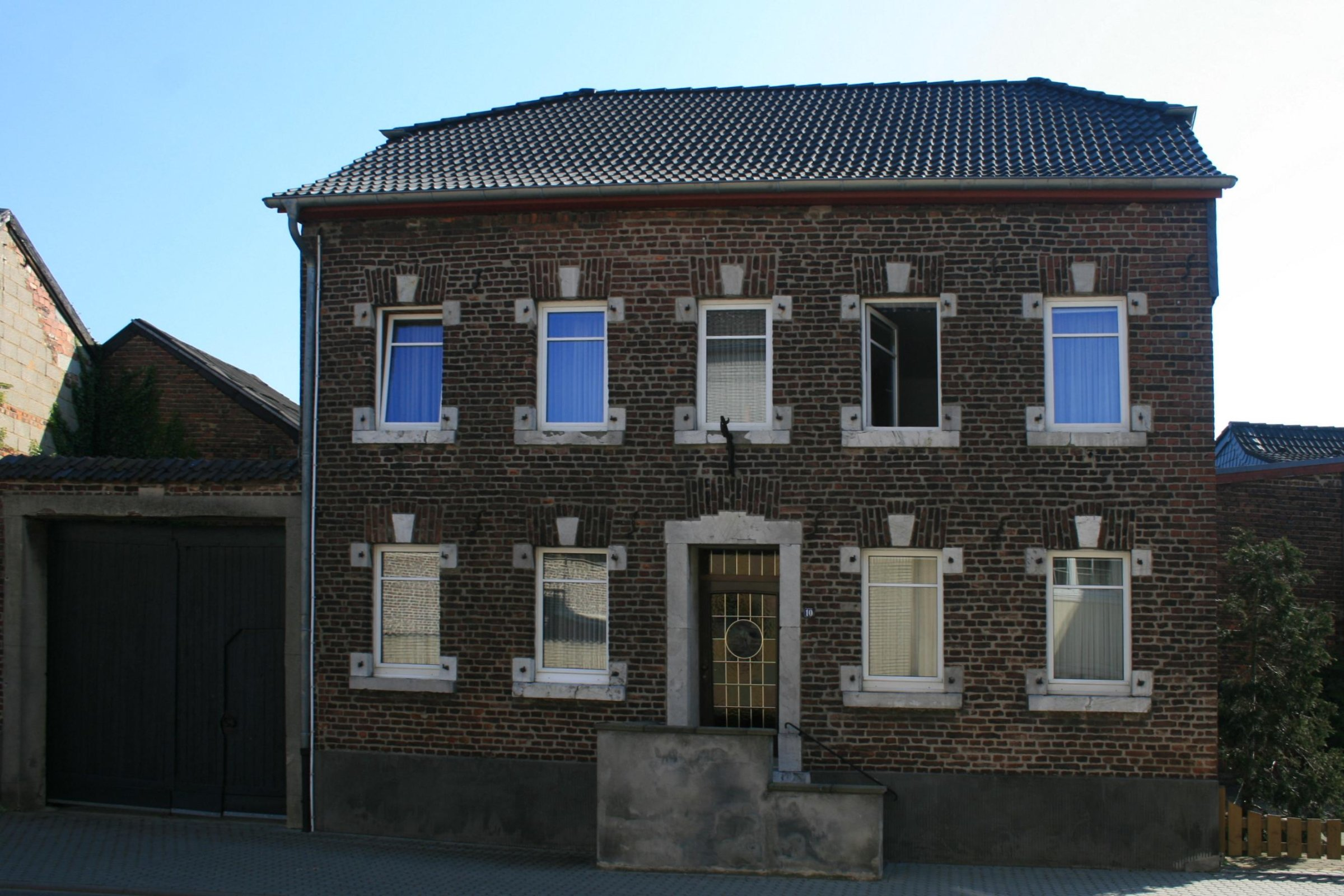

Das Gebäude Ellener Straße 10 befindet sich im Dürener Stadtteil Arnoldsweiler in Nordrhein-Westfalen. 
Das Haus wurde nach einer inschriftlichen Datierung im Jahre 1711 erbaut und wohl am 18. August fertiggestellt. 
Es handelt sich um ein zweigeschossiges, fünfachsiges, traufständiges Wohnhaus. An das Haus schließt sich eine rechteckige Toreinfahrt an. Straßenseitig ist eine Backsteinfassade mit Sohlbänken zu sehen. Die Türgewände und die Angelsteine bestehen aus Blaustein, die Giebelseite besteht aus Fachwerk.
Das Bauwerk ist unter Nr. 13/005 in die Denkmalliste der Stadt Düren eingetragen.